# NBA Development League 2012-2013
La stagione della NBA Development League 2012-2013 è stata la dodicesima edizione della NBA D-League. La stagione si è conclusa con la vittoria dei Rio Grande Valley Vipers, che hanno sconfitto i Santa Cruz Warriors 2-0 nella serie finale.

## Squadre partecipanti
I Dakota Wizards si sono trasferiti a Santa Cruz in California, assumendo la nuova denominazione di Santa Cruz Warriors. Rispetto alla stagione precedente, le squadre vennero suddivise in tre division: Eastern, Central e Western.
- Austin Toros
- Bakersfield Jam
- Canton Charge
- Erie BayHawks
- F.W. Mad Ants
- Idaho Stampede
- Iowa Energy
- L.A. D-Fenders

- Maine Red Claws
- Reno Bighorns
- R.G.V. Vipers
- S.C. Warriors
- S. Falls Skyforce
- Springfield Armor
- Texas Legends
- Tulsa 66ers

## Classificaregular season

### East division
| Squadra                 | V  | P  | PCT  | GB   |
| ----------------------- | -- | -- | ---- | ---- |
| Canton Charge (4)       | 30 | 20 | 60,0 | -–   |
| Fort Wayne Mad Ants (5) | 27 | 23 | 54,0 | 3,0  |
| Maine Red Claws (8)     | 26 | 24 | 52,0 | 4,0  |
| Erie BayHawks           | 26 | 24 | 52,0 | 4,0  |
| Springfield Armor       | 18 | 32 | 36,0 | 12,0 |

### Central division
| Squadra                      | V  | P  | PCT  | GB   |
| ---------------------------- | -- | -- | ---- | ---- |
| Rio Grande Valley Vipers (2) | 35 | 15 | 70,0 | -–   |
| Austin Toros (6)             | 27 | 23 | 54,0 | 8,0  |
| Tulsa 66ers (7)              | 27 | 23 | 54,0 | 8,0  |
| Sioux Falls Skyforce         | 25 | 25 | 50,0 | 10,0 |
| Texas Legends                | 21 | 29 | 42,0 | 14,0 |
| Iowa Energy                  | 14 | 36 | 28,0 | 21,0 |

### West division
| Squadra                 | V  | P  | PCT  | GB   |
| ----------------------- | -- | -- | ---- | ---- |
| Bakersfield Jam (1)     | 36 | 14 | 72,0 | -–   |
| Santa Cruz Warriors (3) | 32 | 18 | 64,0 | 4.0  |
| Los Angeles D-Fenders   | 21 | 29 | 42,0 | 15.0 |
| Idaho Stampede          | 19 | 31 | 38,0 | 17.0 |
| Reno Bighorns           | 16 | 34 | 32,0 | 20.0 |

## Playoffs

### Tabellone
|  | Quarti di finale | Quarti di finale | Quarti di finale |               |               | Semifinali    | Semifinali | Semifinali |  |  | Finale | Finale        | Finale |
|  |                  |                  |                  |               |               |               |            |            |  |  |        |               |        |
|  | 1                | Bakersfield Jam  | 0                |               |               |               |            |            |  |  |        |               |        |
|  | 6                | Austin Toros     | 2                |               |               |               |            |            |  |  |        |               |        |
|  | 6                | Austin Toros     | 2                |               | 6             | Austin Toros  | 0          |            |  |  |        |               |        |
|  |                  |                  |                  |               | 6             | Austin Toros  | 0          |            |  |  |        |               |        |
|  |                  | 3                | S.C. Warriors    | 2             |               |               |            |            |  |  |        |               |        |
|  | 3                | 3                | S.C. Warriors    | 2             | S.C. Warriors | 2             |            |            |  |  |        |               |        |
|  | 3                |                  |                  |               | S.C. Warriors | 2             |            |            |  |  |        |               |        |
|  | 5                | F.W. Mad Ants    | 0                |               |               |               |            |            |  |  |        |               |        |
|  |                  |                  |                  |               |               |               |            |            |  |  | 3      | S.C. Warriors | 0      |
|  |                  |                  | 2                | R.G.V. Vipers | 2             |               |            |            |  |  |        |               |        |
|  | 2                | R.G.V. Vipers    | 2                |               |               |               |            |            |  |  |        |               |        |
|  | 8                | Maine Red Claws  | 0                |               |               |               |            |            |  |  |        |               |        |
|  | 8                | Maine Red Claws  | 0                |               | 2             | R.G.V. Vipers | 2          |            |  |  |        |               |        |
|  |                  |                  |                  |               | 2             | R.G.V. Vipers | 2          |            |  |  |        |               |        |
|  |                  | 7                | Tulsa 66ers      | 0             |               |               |            |            |  |  |        |               |        |
|  | 4                | 7                | Tulsa 66ers      | 0             | Canton Charge | 2             |            |            |  |  |        |               |        |
|  | 4                |                  |                  |               | Canton Charge | 2             |            |            |  |  |        |               |        |
|  | 7                | Tulsa 66ers      | 1                |               |               |               |            |            |  |  |        |               |        |

### NBA D-League Finals
Gara 1
| Santa Cruz 25 aprile 2013 | Santa Cruz Warriors | 102 – 112 referto | Rio Grande Valley Vipers | Kaiser Permanente Arena |

Gara 2
| Hidalgo 27 aprile 2013 | Rio Grande Valley Vipers | 102 – 91 referto | Santa Cruz Warriors | State Farm Arena |

| Campione NBA Development League 2012-2013 |
| ----------------------------------------- |
| Rio Grande Valley Vipers 2º titolo        |

## Statistiche
| Categoria             | Giocatore        | Squadra              | Stat |
| --------------------- | ---------------- | -------------------- | ---- |
| Punti per gara        | Justin Dentmon   | Austin/Texas         | 22,9 |
| Rimbalzi per gara     | Dwayne Jones     | Texas Legends        | 12,6 |
| Assist per gara       | Andre Barrett    | Maine/Sioux Falls    | 7,7  |
| Palle rubate per gara | Justin Holiday   | Idaho Stampede       | 2,4  |
| Stoppate per gara     | Jarvis Varnado   | Sioux Falls Skyforce | 3,3  |
| FG%                   | Hilton Armstrong | Santa Cruz Warriors  | 62,8 |
| FT%                   | Desmon Farmer    | Reno Bighorns        | 91,3 |
| 3FG%                  | Darius Miller    | Iowa Energy          | 51,2 |

## Premi NBA D-League
- Most Valuable Player: Andrew Goudelock, Sioux Falls/Rio Grande Valley
- Coach of the Year: Alex Jensen, Canton Charge
- Rookie of the Year: Tony Mitchell, Fort Wayne Mad Ants
- Defensive Player of the Year: Stefhon Hannah, Santa Cruz Warriors
- Impact Player of the Year: Rasual Butler, Tulsa 66ers
- Most Improved Player: Cameron Jones, Santa Cruz Warriors
- Executive of the Year: Bill Boyce, Texas Legends
- Sportsmanship Award: Ron Howard, Fort Wayne Mad Ants
- All-NBDL First Team
  - Andrew Goudelock, Sioux Falls/Rio Grande Valley
  - Jerel McNeal, Bakersfield Jam
  - Tony Mitchell, Fort Wayne Mad Ants
  - Demetris Nichols, Sioux Falls Skyforce
  - Brian Butch, Bakersfield Jam
- All-NBDL Second Team
  -  Cory Joseph, Austin Toros
  - Travis Leslie, Santa Cruz Warriors
  - Damion James, Bakersfield Jam
  -  Kris Joseph, Maine/Springfield
  -  Tim Ohlbrecht, Rio Grande Valley Vipers
- All-NBDL Third Team
  - D.J. Kennedy, Erie/Rio Grande Valley
  - Justin Holiday, Idaho Stampede
  - DaJuan Summers, Maine Red Claws
  - Chris Wright, Maine Red Claws
  -  Jerome Jordan, Reno/Los Angeles
- NBDL All-Defensive First Team
  - Stefhon Hannah, Santa Cruz Warriors
  -  Jorge Gutiérrez, Canton Charge
  - Chris Wright, Maine Red Claws
  - Damion James, Bakersfield Jam
  -  Fab Melo, Maine Red Claws
- NBDL All-Defensive Second Team
  - Justin Holiday, Idaho Stampede
  -  Cory Joseph, Austin Toros
  - Mark Tyndale, Sioux Falls/Maine
  - Toure' Murry, Rio Grande Valley Vipers
  - Hilton Armstrong, Santa Cruz Warriors
- NBDL All-Defensive Third Team
  - Chris Roberts, Austin Toros
  - Sadiel Rojas, Fort Wayne Mad Ants
  - Othyus Jeffers, Iowa Energy
  - Elijah Millsap, Los Angeles D-Fenders
  - Mickell Gladness, Santa Cruz Warriors
- NBDL All-Rookie First Team
  -  Jorge Gutiérrez, Canton Charge
  - Scott Machado, Santa Cruz Warriors
  - Tony Mitchell, Fort Wayne Mad Ants
  -  Kris Joseph, Maine/Springfield
  -  Fab Melo, Maine Red Claws
- NBDL All-Rookie Second Team
  - Glen Rice, Rio Grande Valley Vipers
  - Dominique Sutton, Tulsa 66ers
  - JaMychal Green, Austin Toros
  - Chris Johnson, Rio Grande Valley Vipers
  -  Micheal Eric, Canton Charge
- NBDL All-Rookie Third Team
  - Carlon Brown, Santa Cruz/Idaho
  - Tony Taylor, Tulsa 66ers
  - Toure' Murry, Rio Grande Valley Vipers
  - James Nunnally, Bakersfield Jam
  - Chris Cooper, Bakersfield Jam